# Where Is Kyra?
Pour plus de détails, voir Fiche technique et Distribution.
Where Is Kyra? est un film américain indépendant réalisé par Andrew Dosunmu, sorti en 2017.

## Synopsis
À Brooklyn, New York, Kyra perd son emploi et lutte pour survivre avec les revenus de sa mère malade. Au fil des semaines et des mois, ses problèmes s'aggravent. Cela la conduit sur un chemin risqué et énigmatique qui menace sa vie.

## Fiche technique
- Titre original : Where Is Kyra?
- Réalisation : Andrew Dosunmu
- Scénario : Darci Picoult, d'après une histoire créé par Andrew Dosunmu et Darci Picoult
- Direction artistique : Cassia Maher
- Casting : Susan Shopmaker
- Costumes : Mobolaji Dawodu
- Photographie : Bradford Young
- Musique : Philip Miller
- Production : David Hijonosa, Rhea Scott, Christine Vachon
  - Production déléguée : Andrew Dosunmu, Robert Halmi Jr., Erika Hampson, Darci Picoult, Jim Reeve
- Pays d'origine :  États-Unis
- Langue originale : anglais
- Format : couleur
- Genre : drame
- Durée : 98 minutes
- Dates de sortie : 
  - États-Unis : 23 janvier 2017

## Distribution
- Michelle Pfeiffer : Kyra Johnson
- Kiefer Sutherland : Doug
- Suzanne Shepherd (en) : Ruth
- Anthony Okungbowa : Brennan
- Babs Olusanmokun : Gary
- Elizabeth Evans : Becky

## Distinctions
- 2018 : Michelle Pfeiffer est nommée pour le Gotham Independent Film Awards de la meilleure actrice[1]